# أرئيل لين
أرئيل لين (بالصينية: 林依晨) هي مغنية وممثلة تايوانية، ولدت في 29 أكتوبر 1982 بمقاطعة ييلان في تايوان.

## وصلات خارجية
- أرئيل لين على موقع IMDb (الإنجليزية)
- أرئيل لين على موقع ميوزك برينز (الإنجليزية)
- أرئيل لين على موقع قاعدة بيانات الفيلم (الإنجليزية)